# Brockman Highway
Der Brockman Highway ist eine Fernstraße im Südwesten des australischen Bundesstaates Western Australia. Er verbindet den Bussell Highway in Karridale im äußersten Südwesten des Staates mit dem South Western Highway bei Bridgetown.

## Verlauf
In Karridale, 14 km nördlich von Augusta, zweigt der Brockman Highway vom Bussell Highway (S10) nach Osten ab und übernimmt dessen Kennzeichnung als Staatsstraße 10. Bis fast zu seinem Ende begleitet der den Blackwood River an dessen Südufer. Über weite Strecken verläuft er durch Karri- und Jarrahwälder in weitgehend unbesiedeltem Gebiet. Der einzige größere Ort nach 76 km ist Nannup, wo er den Vasse Highway (S10) kreuzt und seine Bezeichnung als Staatsstraße 10 an diesen nach Süden verlaufenden Highway weitergibt.
Von Nannup aus zieht der Brockman Highway als Touristenroute 251 (T251) nach Osten, womit er das Ufer des Blackwood River zunächst verlässt. Er überquert die Winston Hills und erreicht nach weiteren 46 km die Stadt Bridgetown, wiederum am Blackwood River, wo er am South Western Highway (R1) endet.